# The Age of Surveillance Capitalism
The Age of Surveillance Capitalism: The Fight for a Human Future at the New Frontier of Power (en català, L'era del capitalisme de vigilància: la lluita per un futur humà a la nova frontera del poder) és un llibre de no-ficció del 2019 de la professora Shoshana Zuboff que analitza el desenvolupament d'empreses digitals com Google i Amazon i suggereix que els seus models de negoci representen una nova forma d'acumulació capitalista que ella anomena "capitalisme de vigilància".
Mentre el capitalisme industrial explotava i controlava la naturalesa amb conseqüències devastadores, el capitalisme de vigilància explota i controla la naturalesa humana amb un ordre totalitari com a punt final del desenvolupament.

## Premissa
Zuboff afirma que el capitalisme de vigilància "reclama unilateralment l'experiència humana com a matèria primera gratuïta per a la traducció en dades de comportament [que] es declaren com a excedent de comportament propietari, s'alimenten en processos de fabricació avançats coneguts com a "intel·ligència de màquines" i es fabriquen en productes de predicció que anticipen el que ho faràs ara, aviat i més tard". Afirma que aquests nous productes capitalistes "es comercialitzen en un nou tipus de mercat que anomeno mercats de futurs de comportament".
En una societat capitalista, la informació, com ara els que els agrada i no els agrada als usuaris, que es recull quan accedeix a una plataforma com Facebook, o des de qualsevol altre tipus de sensor que serveixi de punt de contacte d'Internet per al flux de dades, és informació que pot utilitzar aquesta empresa millorar l'experiència d'un usuari aportant-li informació que les dades obtingudes de la seva activitat anterior els haurien mostrat interessats. També pot inferir moltes coses sobre l'individu que s'estenen molt més enllà dels termes i condicions d'ús. Això es pot fer de moltes maneres mitjançant l'ús d'un algorisme que analitza la informació. El perill del capitalisme de vigilància és que les plataformes i les empreses tecnològiques reclamen la propietat de la informació privada perquè tenen accés gratuït, i reclamen l'experiència privada com a "matèria primera" per a les fàbriques de dades. Hi ha molt poca supervisió o lleis reals per part dels mateixos governs i usuaris. A causa d'això, hi ha hagut una reacció sobre com aquestes empreses han fet servir la informació recollida. Per exemple, Google, que es diu que és "el pioner del capitalisme de vigilància" introduir una característica que utilitzava "models comercials". … descobert per persones en un temps i un lloc". Això vol dir que els anuncis no només s'adrecen específicament a tu a través del teu telèfon, sinó que ara treballen mà a mà amb el teu entorn i hàbits com ara que se't mostri un anunci d'un bar local quan passeges pel centre de la ciutat al vespre. Els intents publicitaris d'aquesta tècnica i específica poden tenir fàcilment un impacte en el procés de presa de decisions d'un mateix en les activitats que tria i en les decisions polítiques. Així, la idea que aquestes empreses aparentment no es controlen mentre tenen el poder d'observar i controlar el pensament és una de les moltes raons per les quals les empreses tecnològiques com Google estan sota tant escrutini i crítiques.
A més, escriu Zuboff, la llibertat assignada a les empreses tecnològiques prové de la idea que "el capitalisme de vigilància no abandona les 'lleis' capitalistes establertes com ara la producció competitiva, la maximització dels beneficis, la productivitat i el creixement", ja que són principis en qualsevol negoci d'una societat capitalista que hauria d'apuntar a excel·lir per ser competitiva. Zuboff afirma en un article que "una nova acumulació de lògica … introdueix les seves pròpies lleis de moviment". En altres paraules, es tracta d'un fenomen nou en les operacions capitalistes que s'ha de tractar com a tal i inculcar-hi les seves pròpies restriccions i limitacions específiques. Finalment, per molt invasives que han estat les plataformes pel que fa a l'acumulació d'informació, també han donat lloc al que ara s'anomena "economia compartida" segons afirmà Van Dijck l'any 2018 en què la informació digital la poden obtenir els individus que duen a terme el seu propi capitalisme de vigilància mitjançant l'ajuda de les mateixes plataformes. Així, "els individus poden beneficiar-se molt d'aquesta transformació perquè els capacita per crear negocis". Les petites empreses també es beneficiaran de créixer potencialment més ràpid del que ho farien sense conèixer les demandes i els desitjos dels consumidors, però haurien de pagar a les corporacions per accedir al coneixement. Això deixa el capitalisme de vigilància com una eina excepcionalment útil per a les empreses, tanmateix també una invasió de la privadesa per als usuaris que no volen que la seva experiència privada sigui propietat d'una empresa.

## Recepció
The New Yorker va enumerar The Age of Surveillance Capitalism com un dels seus millors llibres de no-ficció del 2019.
El 44è president dels Estats Units, Barack Obama, també el va enumerar com un dels seus llibres preferits del 2019, que l'investigador periodístic Avi Asher-Schapiro va assenyalar com una opció interessant, atès que el llibre critica durament la porta giratòria del personal entre Google i l'administració del govern d'Obama, i l'ús de dades de vigilància per a les campanyes d'Obama de 2008 i 2012 per dirigir-se als votants.
Sam DiBella, escrivint per al LSE Blog, va criticar l'enfocament del llibre que podria "inspirar la paràlisi en lloc de la praxi a l'hora de forjar accions col·lectives per contrarestar la vigilància corporativa sistemàtica".
El Financial Times va qualificar el llibre d'"obra mestra de pensament i investigació original".